# Anticlea (mare de Perifetes)
Segons la mitologia grega, Anticlea (en grec antic: Άντίκλεια) va ser una amant d'Hefest, de la qual va néixer Perifetes, un bandoler mort per Teseu.